# 日本盟军战俘

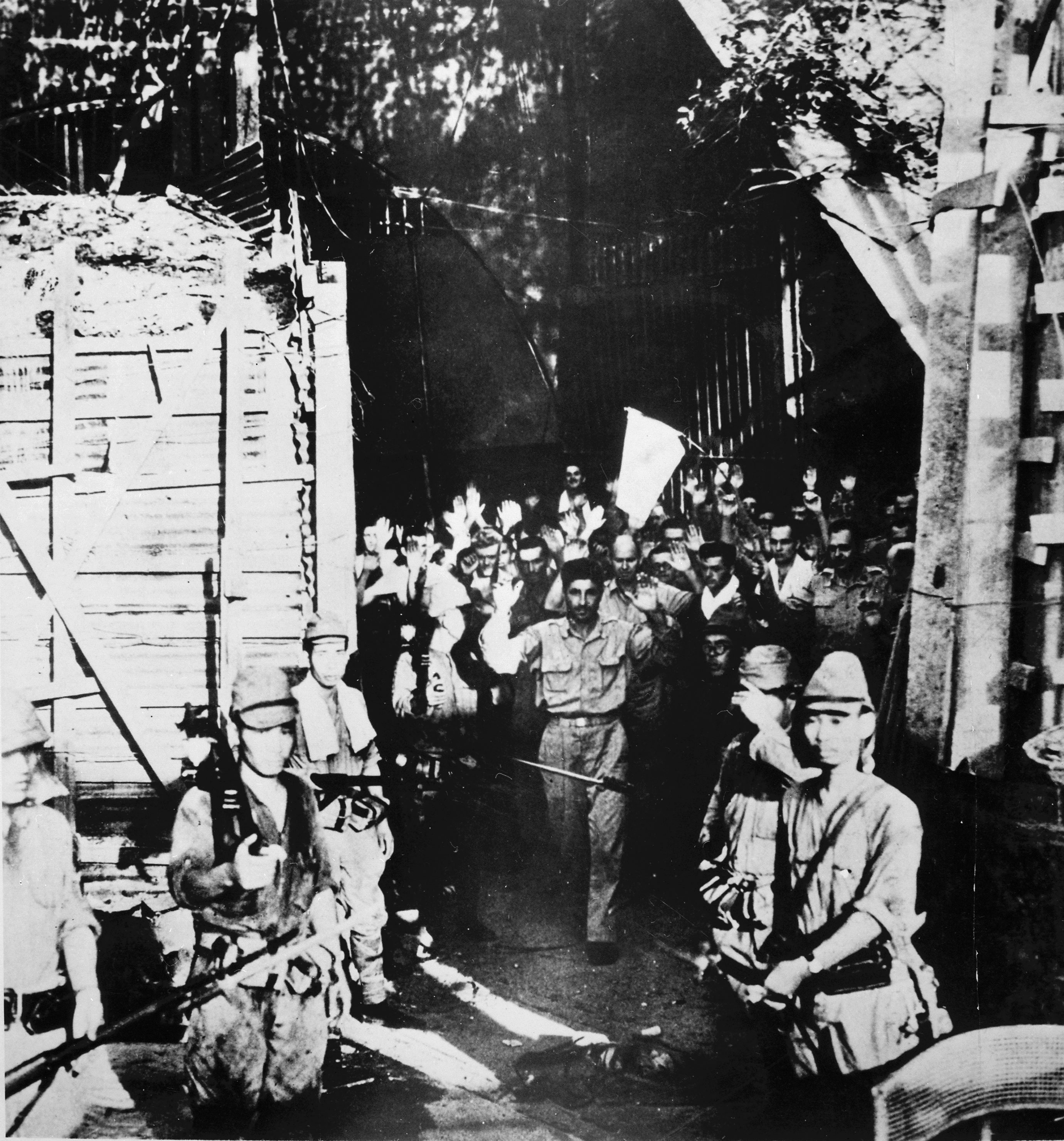
1942 年 5 月，菲律宾科雷吉多岛美军投降

第二次世界大战期间，来自同盟国的战俘（在英国也称为远东战俘，FEPOW ）在日本战俘营中遭受了极端虐待，包括强迫劳动、严重营养不良、疾病、身体虐待和大规模处决。日本帝国军队无视关于人道对待战俘的国际公约，让战俘在战俘营中遭受残酷的待遇，强迫行军，并登上被称为“地狱船”的运输船。许多战俘被强迫在大型基础设施项目中劳动，包括臭名昭著的缅甸-暹罗铁路，数万人因此丧生。日军还对战俘进行生物和化学实验，最著名的是通过731 部队的活动。
日本此前已批准了1899 年和 1907 年的《海牙公约》，这两项公约概述了战俘的权利，但没有批准《日内瓦公约》。日本军队在第二次世界大战中对待战俘的方式比其在日俄战争和第一次世界大战期间对待战俘的方式要严厉得多，这反映了该国日益增强的军事化、民族主义意识形态以及对西方价值观的拒绝。虽然同盟国在对待日本战俘方面通常都遵守《日内瓦公约》，但日本和其他轴心国 和苏联一样，并没有给予回报，而是信奉一种认为投降是可耻的、战俘不值得保护的军事文化。
在日本关押的西方盟军战俘的死亡率明显高于德国或意大利战俘，一些国籍的战俘死亡率接近 30%。包括中国、菲律宾和印度士兵在内的非西方战俘面临的条件往往更加恶劣，大规模处决中国战俘的情况屡见不鲜。对战俘的虐待成为战后战争罪审判的焦点，尽管许多责任人逃避了起诉。盟军战俘所遭受的苦难在历史记忆中留下了持久的影响，塑造了战后人们对日本在二战中角色的看法。尽管有大量文件和幸存者的叙述，但这个话题仍然存在争议，有些日本否认或淡化相关战争罪行。

## 背景和历史
主条目：日本战争罪行
日本批准了1899 年和 1907 年的《海牙公约》，其中包含有关人道对待战俘的条款。日本签署了《日内瓦战俘公约》，但并未批准。

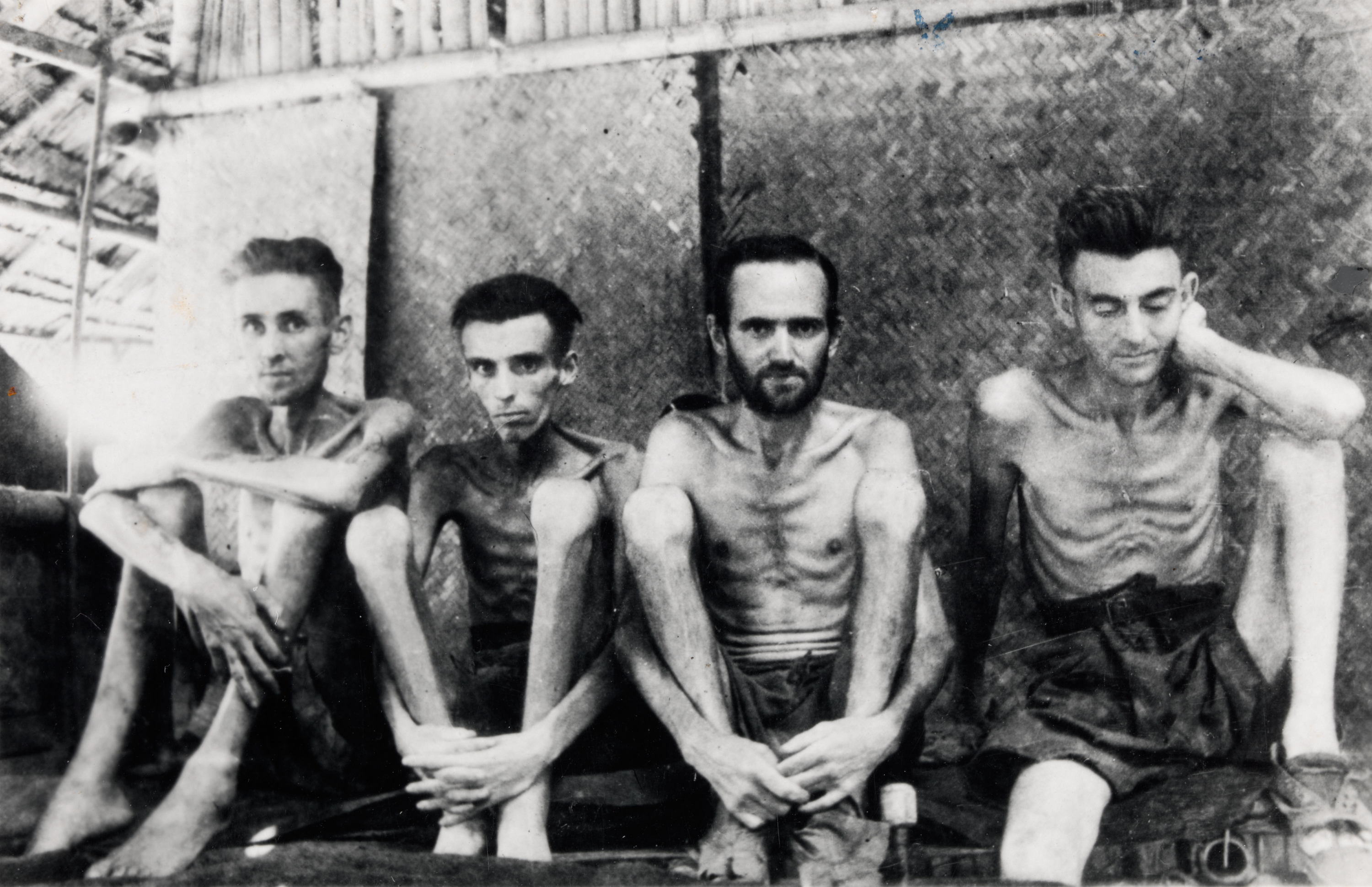
被日本俘虏的澳大利亚和荷兰士兵（泰国塔尔索，1943 年）

日本在二战中对待战俘的方式明显比日俄战争期间对待俄罗斯战俘的方式和一战期间（当时日本是同盟国/协约国成员）对待德国战俘的方式更不人道。这可以用当时日本人心态的变化来解释；在 20 世纪初，日本对西方文化更加友好，并努力尊重西方规范以显得“文明”。到 20 世纪 30 年代，日本的民族主义使该国变得更加排外；由于这些法律源自西方，例如《日内瓦公约》的规定，因此不受欢迎（战后，许多被指控对战俘犯下罪行的日本人，包括中级士兵，都声称他们从未听说过《日内瓦公约》），对武士道的解读变得更加严厉，投降的概念变得更加不光彩（1940 年起草、次年实施的《战场训令》明确禁止撤退或投降）。 因此，日本人认为向他们投降的人不值得保护；这也降低了自己军队投降的可能性。

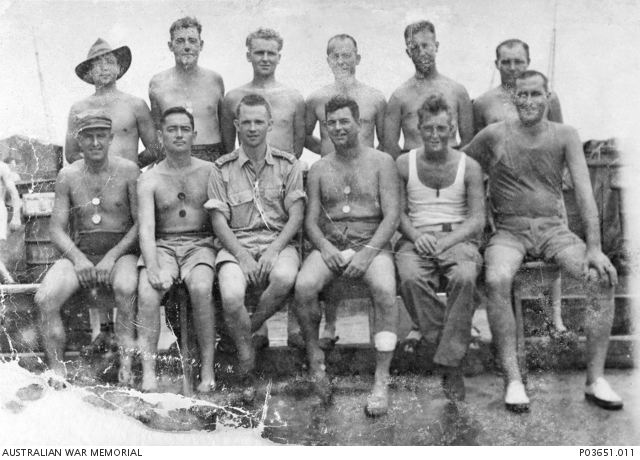
日本坂田战俘营的澳大利亚幸存者（除一人外）合影

此外，在与盟军交战时，日本军队已因其在中国的战争（1937 年开始的第二次中日战争）而变得激进，并习惯了采取残酷的行动（最臭名昭著的是南京大屠杀，不仅杀害中国平民，还杀害战俘）。殴打也是日本帝国军队执行纪律的一种常用方式，在战俘营中，战俘受到的殴打最严重，部分原因是他们认为这种惩罚只是对付不服从的适当手段。历史学家还将战争罪归咎于军队内部缺乏监督和混乱，由于没有对部队进行更强有力的控制和有效的军事法庭程序，战争罪得以逍遥法外，并因此持续下去。“下级军官推翻或暗杀上级”的现象也导致了战争罪的泛滥，因为如果指挥官试图限制那些旨在缓解士兵无聊或压力的暴行，他们就会面临兵变或被调任。
1942 年，东条英机将军（日本陆军大臣兼首相）表示，日本将按照自己的传统和习俗对待战俘，这实际上使日本远离了西方传统和日内瓦公约，并特别鼓励使用战俘进行强迫劳动（这是日内瓦公约所禁止的）。强迫劳动为日本战时经济提供了巨大的推动力。此外，为了阻止对日本上空的轰炸，日本当局批准处决在日本上空被击落的盟军飞行员（敌方飞行员法案）。
虽然各国经常因为害怕遭到报复而对战俘的处理有所缓和，但在战争初期，亚洲和太平洋战区双方关押的战俘数量差异很大：到 1942 年底，盟军手中的日本战俘人数远不足一千人，而日本手中关押的英联邦和美国战俘则超过 20 万。此外，日本拒绝公开承认其任何士兵被俘的事实；1943 年，日本外务大臣重光守表示：“我军坚持认为日本战俘并不存在。” 

直到 1945 年 8 月，战争结束前不久，日本人准备投降时，日本政府才发布指示，呼吁更好地对待战俘。

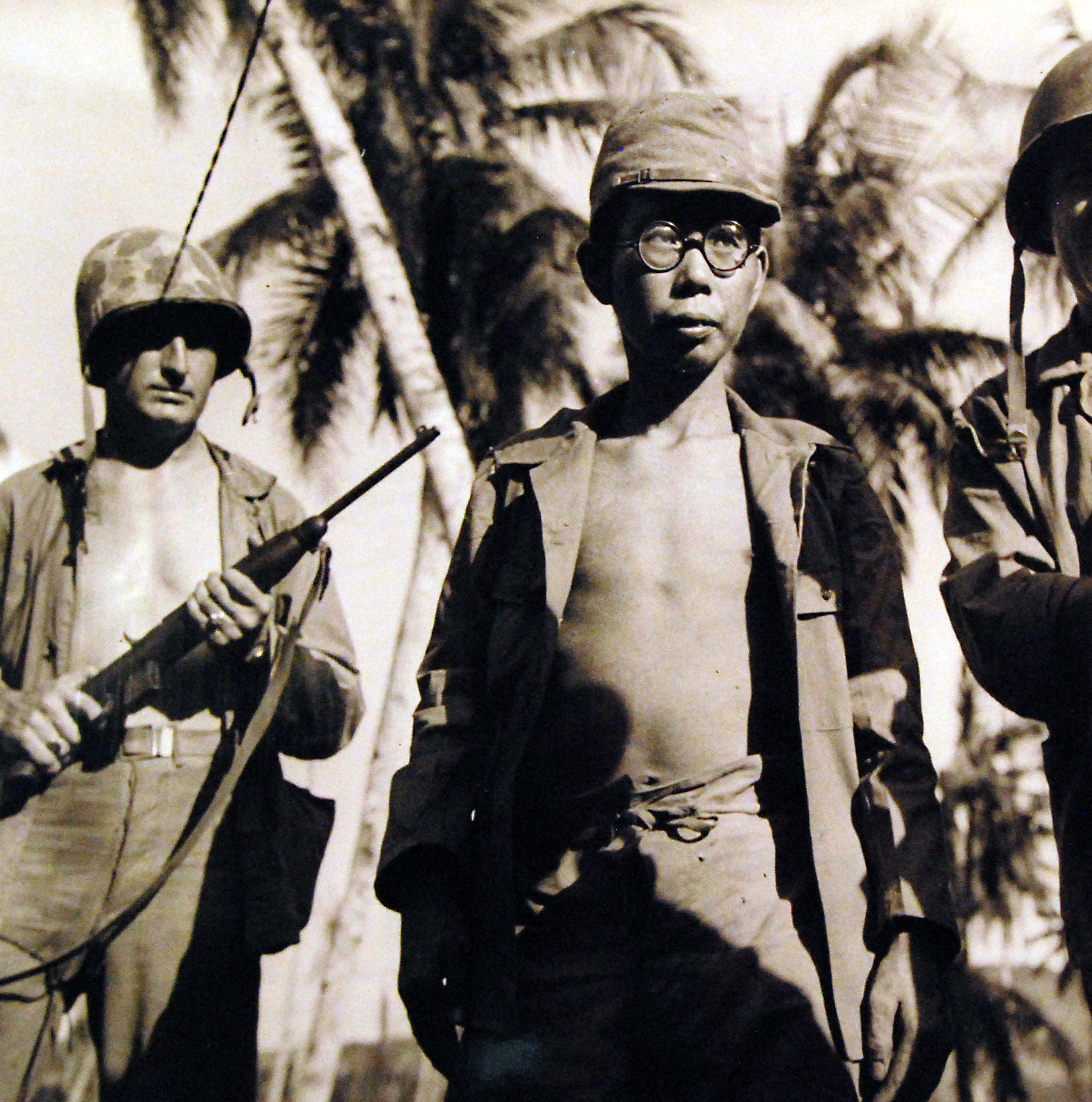
在琉球群岛庆良间列岛投降的日本士兵

### 日本战俘
主条目：第二次世界大战中的日本战俘
尽管日本对待盟军战俘的方式不同，但盟军尊重国际公约，善待集中营中的日本战俘。不过，在某些情况下，日本士兵投降后会被处决（参见盟军战争罪行）。
战争结束时，情况发生了一些逆转，大量日本军队向盟军投降。S. P. MacKenzie指出，“粮食短缺、疾病和盟军士兵的一定程度的报复性冷漠”导致数千名日本战俘死亡；苏联境内的日本战俘的情况则更加糟糕（苏联俘虏的 60 万日本士兵中约有一半在战后几十年仍“下落不明”）。

## 战后

### 试验

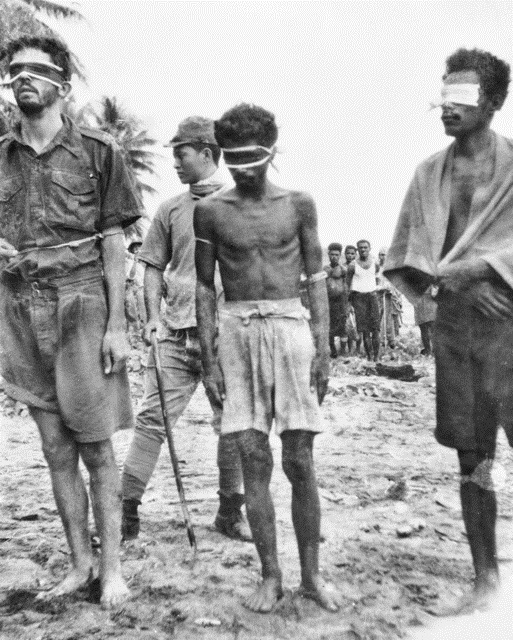
一张照片在一名日本士兵的尸体上发现，从左到右依次为“M”特种部队中士伦纳德·G·西弗利特（Leonard G. Siffleet）、二等兵帕蒂瓦尔（Pattiwahl）和二等兵雷哈林（Reharin），他们都是荷属东印度部队的安汶士兵。这三人已被日军处决。

被指控犯有战争罪（包括暴行和虐待战俘）的日本人接受了战后审判（有关美国主导的审判，请参阅远远东国际军事法庭和横滨战争罪审判；英国、澳大利亚、荷兰、中国和苏联也进行了其他审判）；大多数审判在 90 年代初期结束。被判犯有针对战俘等罪行的人包括高级军官（如山下奉文将军）、低级狱警和平民；大多数审判都是针对中级军官）。许多被告被判有罪并被处决或被判处终身监禁。:180–185, 192–193这些审判因关注低级或中级士兵以及非日本人（来自前日本殖民帝国的士兵，如韩国人和台湾人）而受到批评；后者还面临日本政府的更多歧视。:180–185, 192–193:200–201, 213–216
在针对战俘的犯罪方面，一个重要的审判是对田村宏司中将的审判，他是战俘信息局(POWIB) 和战俘信息管理办公室的最后一任（也是当时唯一在世的）主任，该办公室是日本政府负责提供战俘信息和管理战俘营的机构。科夫纳指出，这是“检察官对整个战俘营制度的审判”，然而田村本人对大多数暴行并不负责，几乎没有实际权力对战俘做坏事或做好事，并且“因在官僚等级制度中身居不顺而被起诉”。科夫纳指出，他的审判“清楚地表明，陆军省的高级军官和权力巨大的军事局的官员是制定战俘主要政策的人”，并对严重虐待战俘的制度负有责任。最终，田村被判无罪，仅被判处八年苦役。科夫纳总结说，司法系统最终无法将战俘虐待的责任归咎于任何个人、小团体或组织。:6, 178–179, 188–192
日本人自己也审判并惩罚了一些在战争期间虐待战俘的下级人员，:4, 188并于 1945 年 9 月 20 日成立了战俘调查委员会（也称为战俘中央调查委员会；虐待关系调查委员会）；但他们的调查没有得出任何可采取行动的结论，该委员会/委员会于 1957 年解散。:178–179

### 赔偿

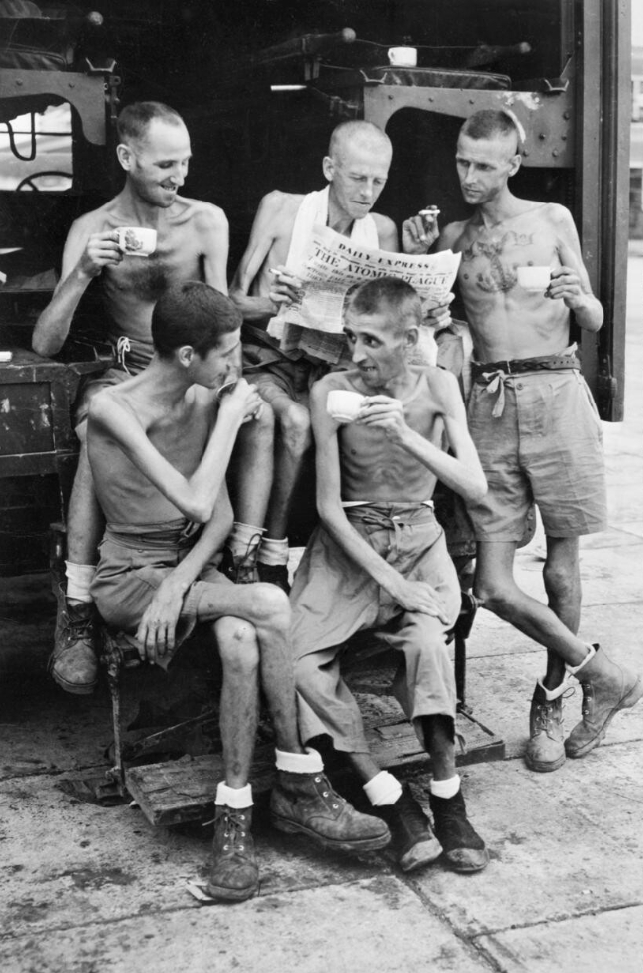
1945 年 9 月至 12 月，在苏门答腊被释放后，在新加坡解救英国战俘

1952 年《旧金山条约》第 16 条规定，以补偿（赔偿金）的形式向盟军战俘支付战争赔款； 这项规定是在轴心国将战俘用作强迫劳工的背景下制定的。由于与拟定索赔人名单和筹集资金有关的问题，赔款被推迟了数年；在某些情况下，赔款直到 20 世纪 60 年代才开始支付。
在美国，根据1948 年《战争索赔法》，日本早些时候就已支付了部分赔偿。直到 20 世纪 90 年代，法庭仍在讨论一些赔偿不足的索赔问题；但日方一般声称只有政府才能讨论战争赔偿，日本法庭倾向于驳回个人提出的索赔要求；:234此外，日本法庭拒绝将与战争罪有关的调查结果与赔偿联系起来。:225–226

### 纪念与文化影响
日本对盟军战俘的残酷虐待在西方臭名昭著，至今仍广为人知，詹姆斯·克拉维尔1962 年的小说《鼠王》和约翰格里森的小说等经典作品，以及《使命召唤：战争世界》电子游戏等现代作品中都有提及:2:xxii, 256–262。荷兰历史学家Pieter Lagrou观察到“日本人强迫盟军士兵和平民在残酷的环境下进行劳动”，以及德国人杀害数百万苏联战俘，“是第二次世界大战中最臭名昭著的罪行”:4。这也导致了日本人冷酷无情、残忍的刻板印象的形成:360。但日本仍然大多忽视或掩盖这一事实（另见南京大屠杀否认和美国掩盖日本战争罪行）。:2:xxii, 256–262:234

## 状况

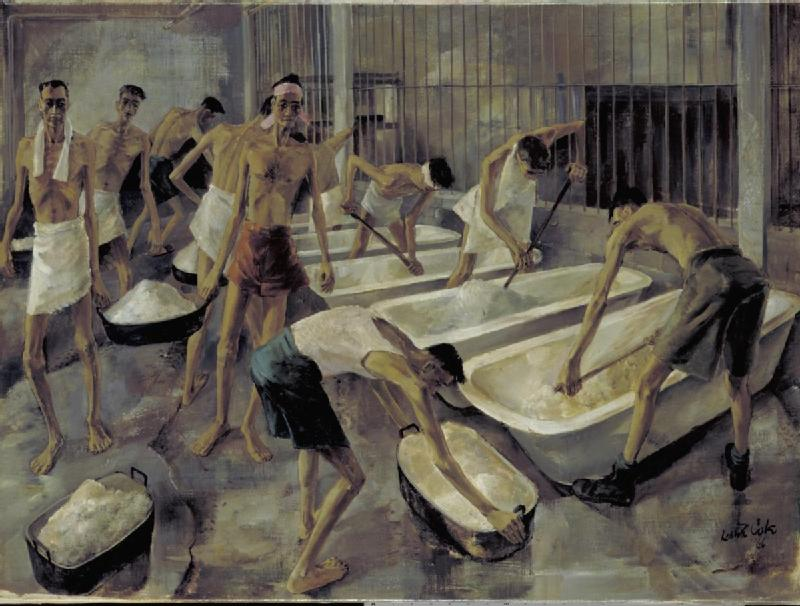
新加坡：樟宜监狱的厨房。英国战俘正在准备他们的主餐——米饭。1946年画作

日军战俘营的条件非常恶劣；囚犯被强迫劳动，稍有不慎就会遭到殴打，还被迫挨饿、不给医疗。试图越狱并被抓获的囚犯则遭到处决或酷刑（通常由日本军事秘密警察宪兵队实施）:24。 缅甸-暹罗铁路的案例就是强迫劳动的残酷例证，在那里作为劳动力的 40,000 名战俘中有 16,000 人死亡。尤为臭名昭著的是第 731 部队的暴行，他们用战俘试验生物和化学武器:6，以及被称为地狱船的日本运输船上的恶劣条件（数以千计的战俘在运输过程中死亡:222）:57。数千名战俘在死亡行军中丧生（例如山打根死亡行军或巴丹死亡行军）。:49–80:5
尽管如此，莎拉·科夫纳认为，“盟军战俘和被拘留者遭受的大部分苦难是日本后勤失误和营地规划不周造成的，而不是事先的意图”。:95她得出结论，在日本，对于盟军战俘（中国战俘除外），“没有总体政策或计划让战俘受苦、挨饿或累死。几乎没有任何政策。战俘根本不是优先事项……[大多数]营地由个别军官管理，有时是军士，在偏远地区管理”，他们的指挥官被赋予了很大的自主权；一些囚犯经历了非常恶劣的条件；其他人的待遇还算不错。:209–211
还有人认为，相当一部分战俘的死亡（可能超过一半）是友军误伤造成的（运送盟军战俘的日本船只沉没，以及空袭的附带伤害）。:3, 210有估计表明，太平洋战区约有 19,000 名盟军战俘死于友军误伤事故。:222另一方面，日本在发生此类事故时的救援工作并不出色；例如，在日本地狱船“有三丸”号被美国潜艇击沉后，:91日本船只控制了该地区，但只救出了日本海员，忽略了近 2,000 名战俘，他们大多数葬身大海。:254–258虽然有人指责日军故意让战俘遭受空袭，但科夫纳指出，许多战俘营之所以设在高优先级目标附近，是因为日本在这些地区使用战俘作为劳工；日本政府同意将一些战俘营迁离空袭危险地区，但前提是这不影响使用战俘作为劳工。:155–156

## 战俘人数和死亡率
日军俘虏了约 35 万名战俘，其中约 13.2 万人来自西方同盟国（英联邦、荷兰和美国）。:3其中 27%（超过 35,500 人）在战争结束前死亡。:376按国籍划分的情况如下：
- 澳大利亚：死亡率为 34.1%（22,000 人中约有 7,500 人死亡）[7]:3
- 加拿大：死亡率为 16.1％（每 1,700 人中约有 270 人死亡）[7]:3
- 荷兰：死亡率为 22.9％（37,000 人中约有 8,500 人死亡）[7]:3
- 新西兰：死亡率为 25.6%（约每 120 人中就有 30 人死亡）[7]:3
- 英国：死亡率为 24.8%（每 50,000 人中约有 12,500 人死亡）[7]:3
- 美国：死亡率为 32.9%（21,000 人中约有 7,000 人死亡）[7]:3

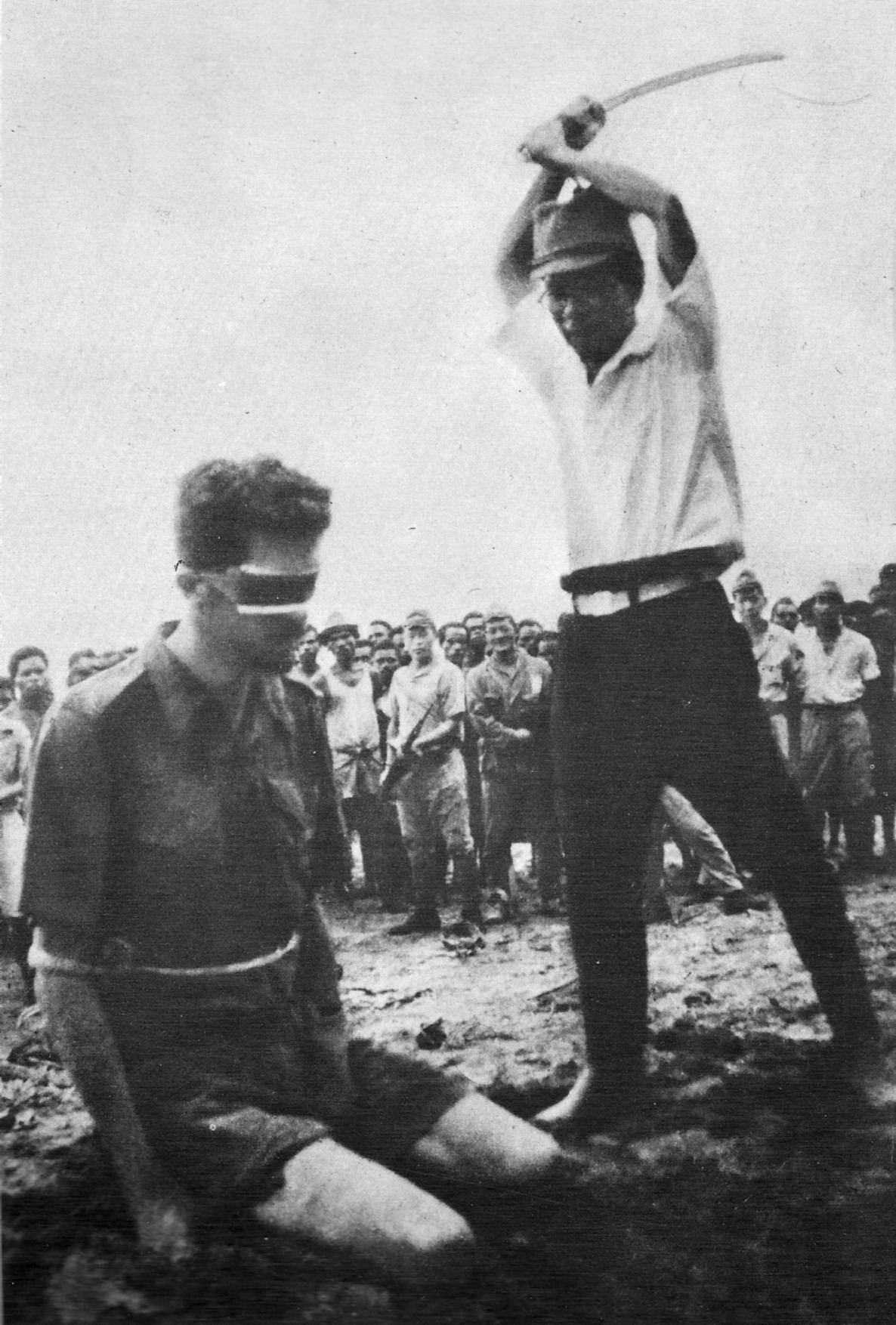
澳大利亚人伦纳德·西弗利特 (Leonard Siffleet) 在新几内亚被日军俘虏，在被斩首前几秒拍摄了照片（1943 年 10 月 24 日）

上述估计被认为是保守的；也有人提出了更高的估计（例如对于美军来说，高达 40%）。:5
非西方战俘（中国、印度、菲律宾）的待遇一般更差，尤其是许多中国战俘，被俘后就被处决了。:255–256日本也拒绝对待中国军队的战俘，因为日本和中国之间没有正式宣战。:4, 200, 210–211中国战俘的死亡率高于西方战俘，因为 —根据 1937 年 8 月 5 日裕仁天皇批准的一项指令— 取消了国际法对中国战俘待遇的限制。:359–360第二次中日战争期间，每年有数以万计的中国人被俘，但日本投降后，只有 56 名中国战俘获释。:360 Christian Gerlach指出，在日本关押期间死亡的中国战俘总数不详。:235
本着泛亚主义精神，也为了吸引他们加入通敌的印度国民军，日军最初对印度战俘的待遇还算不错。:11, 43, 51–53, 63而拒绝加入的战俘则受到与其他战俘一样的严厉对待甚至更严厉。:132–134:64, 66, 213:348在战争初期俘获的 6 万名印度战俘中，有 5,000 人死于日军集中营的恶劣条件。:66
日军关押的菲律宾战俘人数估计至少有 60,000 人，仅在巴丹死亡行军中就有至少 5,000 人丧生。:76–77 据估计，45,000 人中，有 26,000 人死于奥唐奈营（菲律宾的日本战俘营）。他们在战俘营的死亡率估计甚至高于美国战俘；而且他们最初也不被认为是真正的战俘。:77–78
1943 年意大利投降后，一小部分意大利水手被日本人拘留；一些人被编入日本海军，其他人则被拘留。:64, 244
1945 年 3 月，日本占领 法属印度支那后，还关押了 15,000 名法国战俘。:169, 200:61
日本还关押了一批苏联战俘。1939 年哈萨克斯坦边境冲突后，在一次战俘交换中，87 名苏联战俘获释（但当时苏联尚未参加二战）。:40
除了战俘外，日本还关押了大量平民，例如 14,000 名美国平民。